# 개별화 교육 프로그램
개별화 교육 프로그램(영국 영어: Individualized Educational Programme, 미국 영어: Individualized Educational Program, IEP)은 특수교육대상자 개인의 능력을 계발하기 위하여 장애유형 및 장애특성에 적합한 교육목표·교육방법·교육내용·특수교육 관련서비스 등이 포함된 계획을 수립하여 실시하는 교육 프로그램을 말한다. IEP는 각 아동들이 지니는 개인차와 장애로 인한 발달상의 개인차로 인해 단일 교육과정으로는 그들의 다양한 필요를 충족시킬 수 없으므로 교육을 계획하고 실시함에 있어 각 아동개인의 발달에 적절한 프로그램을 계획하고 실행하는 과정이다.

## 절차
아래의 단계를 순환적으로 실시하며, 대상 아동에 따라 적절히 수정하거나 보완할 수 있다.
1. 준비단계 : 대상아동의 개별적인 특성을 고려하여 개별화교육 운영위원회를 구성한다.
2. 진단단계 : 다양한 환경에서 대상아동의 현행수준 정도를 평가한다.
3. 계획단계 : 개별화 교육목표의 장, 단기 목표를 설정한다.
4. 지도단계 : 장, 단기 목표를 고려하여 개별화 교육을 실시한다.
5. 평가단계 : 구체적인 평가계획을 세우고 평가시에는 되도록 각 분야의 전문가들이 참여하도록 한다.

## 참고 문헌
- 특수아동교육 (이소현 외 2006, 학지사)
- IEP구성을 위한 장애아동의 교육진단평가 지침 (김정권 외 1991, Journal of special education.vol.12)
- 그레이트스쿨
- 장애인 등에 대한 특수교육법 (법률 제8852호)
- 장애인 등에 대한 특수교육법 시행규칙 (제정 2008.6.12 교육과학기술부령 제5호)